# Toronto Croatia
Toronto Croatia (Croatian National Sports Club Toronto Croatia) je kanadski nogometni klub osnovan 1956. godine. Član je Kanadske nogometne lige (CSL), a igra u internacionalnoj diviziji ("International Division") i jedan od najuspješnijih klubova u Kanadskoj nogometnoj ligi. 
Svoje domaćinske utakmice igraju na Hershey Centru u gradu Mississaugi u Ontariju, 20 km udaljenom od Toronta. Boje kluba su crvena, bijela i plava slično kao što ima i Hrvatska nogometna reprezentacija. 
Klupsko sjedište je u Streetsvilleu, Missassauga.

## Povijest

### Početak
Prvi temelji nogometnog kluba Toronto Croatia postavljeni su 1956. godine. Utemeljitelji kluba bili su Juraj Boljkovac, Krešimir Mance i Franjo Jurišić. Prvi predsjednik je postao Juraj Boljkovac. Iako je prvu vijest o ovom događaju objavio je "Hrvatski glas" u kolovozu 1956. godine, službeni početak djelovanja započinje 5. listopada 1956. godine.
Iste godine 11. studenog Croatia je odigrala i svoju prvu službenu utakmicu i to s klubom Belfast United, te ostvarila i svoju prvu pobjedu od 1:0. Pogodak je postigao sada već pokojni M. Strpin. Momčad je nastupila u sastavu: L. Gole, I. Čečić, M. Strpin, I. Kenda, B. Markas, I. Bore, R. Poredski, R. Gole, V. Gašpar, Ilija Bore i Mihanović. 
Do 1959. godine Croatia se natjecala u Continental League gdje je osvojila četvrto mjesto, a u kup natjecanju, nakon pobjede nad Germanijom osvaja Kup nogometne lige Toronta i okolice. 

### 60-te
Sve do 1965. godine Croatia nije imala značajnijih uspjeha, ali je društvo preživjelo, izdržalo deset teških i mukotrpnih godina. Mladi novopridošli doseljenici donijeli su i unijeli novi duh u mnoga hrvatska društva, pa tako i u Croatiju Toronto. Počasni članovi Croatije postali su dr. Dragutin Kamber, hrvatski športaši Frank i Peter Mahovlić i kanadski prvak u boksu Hrvat Jure Čuvalo. Croatia Toronto postala je središte hrvatskog zajedništva. Buđenje Hrvatskog proljeća osjetilo se i u Torontu. U Nacionalnoj ligi Croatia postaje pobjednik nad mnogim državnim i etničkim klubovima, pa tako 1969. godine i nad Belim Orlovima. Iste godine Croatia je bila domaćin nogometnog turnira za SAD i Kanadu. Nakon ovog turnira započinje uspon i pobjednički hod Croatie. Dolaskom domovinskih nogometaša Stinčića, Bilića, Blaškovića, Solaka, Miličevića, Ružića, Bradvića, Pilaša, Peskara, Kentelje, Granića i Bileckog, Croatia niže uspjehe za uspjesima. Tako je osvajala Pehare Hrvatsog nacionalnog nogometnog saveza čak 13 puta. U tom vremenu Croatia je bila pojačana igračima iz Domovine (Gluić, Ivković, Leskura, Fazlić, Altarac, Subašić, Plavšić, Iživkić i Grisbacher). 

### Dinamo u gostima
Godine 1971. zagrebački Dinamo kao prva hrvatska momčad odlazi u goste kanadskim Hrvatima i u Torontu nastupa u prijateljskoj utakmici protiv Croatie Toronto (rezultat je bio 1:0 za Zagrepčane). To je bio prvi susret klubova iseljene i domovinske Hrvatske. Međutim, po povratku u domovinu, Zagrepčani su imali velikih političkih neprilika. 

### Toronto Metros Croatia
Klub je igrao u Kanadskoj nacionalnoj nogometnoj ligi (Canadian National Soccer League, CNSL) do 1975. godine, kada su se spojili s klubom iz Sjevernoamerične nogometne lige (Norta American Soccer League, NASL), Toronto Metrosom, i formirali klub Toronto Metros Croatia. Za klub su igrale mnoge atraktivne nogometne zvijezde, a jedna od njih je i portugalska legenda Eusébio.  Iz tog vremena datira najveći klupski uspjeh, kada je 1976. godine osvojeno prvenstvo Sjeverno-američke profesionalne lige (Soccer Bowl). U finalnom susretu pobjeđeni su Minnesota Kicksi 3:0, pogodcima Eusebia, Lukačevića i Ivaira. Za momčad prvaka igrali su: Paolo Cimpiel, Ted Polak, Željko Bilecki, Ivan Lukačević, Robert Iarusci, Eusébio, Mladen Cukon, Carmen Marcantonio, Ivair Ferreira, Wolfgang Suhnholz, Damir Sutevski, Ivan Grnja, Filip Blašković i Chris Horrocks. Trenirali su ih hrvatski emigrant Marijan Bilić, bivši Dinamov igrač i Domagoj Kapetanović.
Sjevernoamerička nogometna liga nije dopuštala upotrebu "Croatia" u imenu, pa su se klubovi 1978. opet razdvojili. Toronto Blizzard je nastupao u NASL-u, a Toronto Croatia se vratio u CNSL. 1994. godine Toronto Croatia se pridružila Kanadadskoj internacionalnoj nogometnoj ligi, a od 1998. i novoosnovanoj Kanadskoj profesionalnoj nogometnoj ligi (Canadian Professional Soccer League, CPSL). 

### 50. godišnjica
2006. godine klub je slavio 50 godina postojanja, a kako bi to obilježili, sudjelovali su na turnirima u Hrvatskoj i Bosni i Hercegovini. Poslije odigranih utakmica u Zagrebu, Splitu, Osijeku, Rijeci, Tomislavgradu i Varaždinu, Croatia se vratila u Toronto. 
Vrijedno je spomenuti da je Croatia ugostila HNK Vukovar '91, NK Karlovac i HŠK Zrinjski Mostar.
2010. je godine generacija Croatie iz Toronta iz 1976. koja je osvojila Soccer Bowl ušla u kanadsku nogometnu Kuću slavnih (Canada’s Soccer Hall of Fame’s 2010 Team of Distinction).
Nagradu su primili 5. lipnja 2010., a svečani naslov "Team of Distinction" primio je u nazočnosti nogometaša ondašnji predsjednik kluba istaknuti kanadski poduzetnik i aktivist Dušan Bezić sa Šolte.
Od 2000. godine na trenersku klupu sjedaju Velimir Crljen i Milodrag Akmadzic Backo (pomocnik i igrac) te u sljedecih 15 godina s malim prekidima (dovodjeni treneri iz Hrvatske) osvojili mnostvo trofeja na podrucju Kadnade i SAD-a, ukljucujuci i turnire koji se organiziraju za hrvatske iseljenike iz cijelog svijeta.
Aktualni je predsjednik kluba gospodarstvenik i športski aktivist, ugledni poduzetnik, ljubitelj športa i patriot Josip Joe Pavičić. Predsjednik je od 2005. godine. Menadzer kluba od 2010. je Ivan Kulis, a kapetan momcadi je Josip Keran.

## Rezultati
| Godina | Divizija | Liga | Plasman             | Play off              |
| ------ | -------- | ---- | ------------------- | --------------------- |
| 1963.  | "1"      | NSL  | 7.                  |                       |
| 1963.  | "1"      | NSL  | 7.                  |                       |
| 1964.  | "1"      | NSL  | 7.                  |                       |
| 1965.  | "1"      | NSL  | 6.                  |                       |
| 1966.  | "1"      | NSL  | 4.                  | Finalist              |
| 1966.  | "1"      | NSL  | 9.                  |                       |
| 1970.  | "1"      | NSL  | 1.                  |                       |
| 1971.  | "1"      | NSL  | 1.                  | Prvak                 |
| 1972.  | "1"      | NSL  | 1.                  |                       |
| 1973.  | "1"      | NSL  | 1.                  |                       |
| 1974.  | "1"      | NSL  | 3.                  | Prvak                 |
| 1979.  | –        | NSL  | ?                   | ?                     |
| 1992.  | "1"      | NSL  | ?                   | Prvak                 |
| 1993.  | "1"      | NSL  | ?                   | ?                     |
| 1994.  | "1"      | CISL | ?                   | ?                     |
| 1995.  | "1"      | CISL | ?                   | Prvak                 |
| 1996.  | "1"      | CISL | ?                   | Prvak                 |
| 1997.  | "1"      | NSL  | 2.                  | Četrvtzavršnica       |
| 1998.  | "1"      | CPSL | 8.                  | Nisu se kvalificirali |
| 1999.  | "1"      | CPSL | 2.                  | Finale                |
| 2000.  | "1"      | CPSL | 2.                  | Prvaci                |
| 2001.  | "1"      | CPSL | 6.                  | Nisu se kvalificirali |
| 2002.  | "1"      | CPSL | 1., Zapad           | Poluzavršnica         |
| 2003.  | "1"      | CPSL | 3., Zapad           | Poluzavršnica         |
| 2004.  | "1"      | CPSL | 2., Zapad           | Prvaci                |
| 2005.  | "1"      | CPSL | 2., Istok           | Poluzavršnica         |
| 2006.  | "1"      | CSL  | 2., Internacionalna | Poluzavršnica         |
| 2007.  | "1"      | CSL  | 2., Internacionalna | Prvaci                |
| 2008.  | "1"      | CSL  | 3., Internacionalna | Četvrtzavršnica       |
| 2009.  | "1"      | CSL  | 2., Internacionalna | poluzavršnica         |
| 2010.  | "1"      | CSL  | 8.                  | poluzavršnica         |
| 2011.  | "1"      | CSL  | 2.                  | prvaci                |
| 2012.  | "1"      | CSL  | 1.                  | prvaci                |
| 2015.  | "1"      | CSL  | 1.                  | prvaci                |

## Naslovi
- Consois kup Toronta: 1959.
- Nacionalna nogometna liga: 1970., 1971., 1972., 1973.
- NSL Kup: 1971., 1972.; NSL Playoff prvaci 1971., 1974.
- Sjevernoamerička nogometna liga (Soccer Bowl): 1976.
- Kanadska nacionalna nogometna liga: 1992.
- CNSL Kup: 1988., 1989., 1992., 1993.
- Kanadska internacionalna nogometna liga: 1995., 1996.
- Kanadska profesionalna nogometna liga: 2000., 2004., 2007., 2011., 2012., 2015.
- osvajači 1. SP hrvatskih iseljenika u nogometu 2007.
- osvajači 2. SP hrvatskih iseljenika u nogometu 2011.
- najbolji strijelci lige: Dražen Vuković (2012.) - 20 pogodaka

## Poznati igrači koji su nastupali za Toronto Croatia
- Dinko Žutelija
- Aljoša Asanović
- Božo Bakota
- Željko Bilecki
- Filip Blašković
- Jack Brand
- Brian Budd
- Eusébio
- Marijan Bradvić
- Ivair Ferriera
- Ivica Grnja
- Robert Iarusci
- Ivan Lukačević
- Bruno Pilas
- Peter Roe
- Gene Strenicer
- Wolfgang Suhnholz
- Damir Sutevski
- Drago Vabec
- Stjepan Loparić

## Poznati treneri koji su vodili Toronto Croatiu
- Ivan Oskar Jazbinšek
- Vladimir Šimunić
- Ivan Ðalma Marković
- Tonko Vukušić
- Ivan Šangulin
- Mladen Pralija

## Vanjske poveznice
- Toronto Croatia  Arhivirana inačica izvorne stranice od 22. prosinca 2015. (Wayback Machine)
- Kanadska nogometna liga